# NGC 3406-1
NGC 3406-1 is een elliptisch sterrenstelsel in het sterrenbeeld Grote Beer. Het hemelobject werd op 17 februari 1831 ontdekt door de Britse astronoom John Herschel.

## Synoniemen
- UGC 5970
- MCG 9-18-40
- ZWG 267.20
- KCPG 253A
- PRC D-16
- PGC 32580